# Brian W. Aldiss
Brian Wilson Aldiss (Norfolk, 18 d'agost de 1925 - Oxford, 19 d'agost de 2017) fou un autor anglès de ficció general i ciència-ficció. Signava les seves obres com Brian W. Aldiss o simplement Brian Aldiss. Molt influenciat pel pioner de la ciència-ficció H. G. Wells, Aldiss fou vicepresident de la H. G. Wells Society. Va ser també (amb Harry Harrison) copresident del Birmingham Science Fiction Group. Aldiss va ser nomenat Gran Mestre pels Escriptors de ciència-ficció d'Amèrica el 2000, i va rebre dos Hugo Awards, un Premi Nebula i un John W. Campbell Memorial Award. Entre d'altres distincions, fou membre de l'Orde de l'Imperi Britànic. Podem trobar-lo en traduccions al francès i al castellà.

## Biografia
Després d'acabar els estudis primaris en 1943, va prestar el servei militar a Birmània i Sumatra, on va romandre fins a la fi de la Segona Guerra Mundial. El 1948 va tornar a Oxford i va començar a treballar com a llibreter, fins que, el 1955, va guanyar el primer premi del certamen convocat pel diari anglès The Observer amb la narració  Not for an Age. Tanmateix, abans de guanyar el premi havia aconseguit publicar algunes històries, com a la revista The Bookseller i ja el 1954 va publicar una història en la revista Science Fantasy Magazine.
La seva arrencada com a escriptor professional, però, cal situar-la l'any 1958 amb la publicació de Non-Stop (en castellá La nave estelar; també publicat com Viaje al Infinito per la col·lecció Nebulae). L'èxit en  Estats Units li va arribar a 1958 amb la narració Judes Dancing, guanyant l'any següent una menció especial al Premi Hugo com a autor novell. En 1962 va guanyar el premi en la categoria de narració breu del mateix certamen amb Hivernacle.
Aldiss és un dels principals representants de l'anomenada  Nova onada de la ciència-ficció britànica. Després de convertir a Michael Moorcock en l'editor de la revista New Worlds i donar suport aquest un canvi substancial en el panorama editorial de la ciència-ficció cap a la  Nova Onada, Aldiss va començar un treball de col·laboració intens amb l'autor James Graham Ballard.
Aquesta literatura difícil va provocar un descens en les vendes i en l'acollida de les seves obres per part del públic, el que el va portar durant un temps a retirar-se del panorama literari. Al començament dels 70 es va retrobar amb el Mainstream i va escriure una trilogia sobre problemes de la joventut, de la qual només el primer exemplar va aconseguir llocs alts en les llistes de vendes.
Després d'algunes altres novel·les menors de ciència-ficció, Aldiss escriu i publica el 1981 la seva sèrie de Heliconia, que conclou el 1985. Aquesta obra descriu un món en un sistema de dues estrelles al llarg de segles. El tema principal és l'alçament i caiguda de les civilitzacions en el transcurs de les estacions. Apunta clarament al concepte  hegelià de la dialèctica històrica.
L'actualitat dels arguments estranys i allunyats de patrons convencionals es va posar de manifest en el rodatge de la pel·lícula Intel·ligència Artificial (AI, 2001) de Steven Spielberg a partir d'un guió de Stanley Kubrick, que, al seu torn, es va basar en la narració d'Aldiss Los superjuguetes duran todo el verano (Supertoys Last All Summer Long, 1969).

## Obra

### Novel·les
- La nave estelar (1958) Non-Stop
- Bow down to Nul (1960)
- Galaxias como granos de arena (1960). Galaxies like Grains of Sand,también traducida al español como La humanidad del futuro
- Invernáculo (1962) Hothouse
- Nataniel (1962). Space, Time and Nathaniel
- Cuando la Tierra esté muerta (1963) Starwarm, también traducida al español como Trama estelar
- Barbagrís (1964) Greybeard
- Los oscuros años luz (1964) The Dark Light Years
- Un mundo devastado (1965). Earthworks
- Ansia primaria (1966). The Primal Urge
- Criptozóico (1967) An Age o Cryptozoic
- Informe Sobre Probabilidad A (1968) Report on Probability A
- A cabeza descalza (1969) Barefoot in the Head
- Mano dura (1970). The hand-reared boy
- Frankenstein desencadenado (1973) Frankenstein Unbound
- The 80 minute Hour (1974)
- El tapiz de Malacia (1976) The Malacia Tapestry
- Bang, bang (1977). Brothers of the head, seguido de Donde las líneas convergen
- Enemigos del sistema (1978). Enemies of the System
- La otra isla del Doctor Moreau (1980) Moreau's Other Island
- Heliconia primavera (1982). Helliconia Spring
- Heliconia verano (1983). Helliconia Summer
- Heliconia Invierno (1985). Helliconia Winter
- Ruinas (1987). Ruins
- Drácula Desencadenado (1991) Dracula Unbound

### Recopilacions de relats
- No Time like Tomorrow (1958)
- El dosel del tiempo (1959). The Canopy of Time
- El árbol de la saliva (1966) The Saliva Tree and other strange growths
- Intangibles S. A. (1969). Intangibles Inc. and Other Stories
- Los superjuguetes duran todo el verano (1969, sólo para esa historia) Supertoys Last All Summer Long
- El momento del eclipse (1970) The Moment of Eclipse
- La estrella imposible (1977). Best SF Stories
- Romance del Ecuador (1989). A romance of the Equator. Best Fantasy Stories

### Com a recopilador
- Imperios galácticos (1976). Galactic Empires

### Assaig
- A Billion Year Spree. A History of Science Fiction

## Premis
- Hugo de 1962 a la millor novela per Hothouse (Invernáculo)
- Nébula de 1965 al millor conte per The Saliva Tree and other strange growths (El árbol de la saliva).
- John W. Campbell Memorial de 1982 per Helliconia Spring.
- Premio British SF Association de 1982